# Thomas F. Ford
Thomas Francis Ford (ur. 18 lutego 1873 w Saint Louis, zm. 26 grudnia 1958 w South Pasadena) – amerykański polityk, członek Partii Demokratycznej.

## Działalność polityczna
W okresie od 4 marca 1933 do 3 stycznia 1945 przez sześć kadencje był przedstawicielem nowo utworzonego 14. okręgu wyborczego w stanie Kalifornia w Izbie Reprezentantów Stanów Zjednoczonych.